# Pachyteles beyeri
Pachyteles beyeri är en skalbaggsart som beskrevs av Notman. Pachyteles beyeri ingår i släktet Pachyteles och familjen jordlöpare. Inga underarter finns listade i Catalogue of Life.